# Artas
Artas är en kommun i departementet Isère i regionen Auvergne-Rhône-Alpes i sydöstra Frankrike. Kommunen ligger i kantonen Saint-Jean-de-Bournay som tillhör arrondissementet Vienne. År 2022 hade Artas 1 815 invånare.

## Befolkningsutveckling
Antalet invånare i kommunen Artas
Referens:INSEE